# Lucius Salvius Otho
Lucius Salvius Otho (fl. juillet 33) était un homme politique de l'Empire romain.

## Biographie
Fils de Marcus Salvius Otho, chevalier, qui a été élevé dans la maison de Livie et qui est devenu sénateur sous son influence, mais qui n'a pas avancé plus loin que le rang de préteur. Son grand-père paternel était aussi un chevalier, d'une ancienne famille noble étrusque, et sa femme, sa grand-mère paternelle, était de basse naissance et peut-être même pas née libre.
Il fut consul suffect en juillet 33 puis proconsul en Afrique en 40/41. En Illyricum, en 42, il mit à mort les soldats qui avaient tuer les officiers compromit dans la conspiration de Scribonien, malgré le faite que Claude avait élevé ses soldats à un grade supérieur. Il devint patricien en 48.

## Famille
Il se maria avec Albia Terentia, fille d'un Terentius Culleo, et eut trois enfants :
- Salvia, née vers 12/15, elle est fiancée très jeune (peut-être vers 23) à Drusus Julius Caesar, mais le mariage est probablement annulé peu de temps après, elle disparait ensuite de notre documentation jusqu'à la veille du suicide de son frère ou celui-ci envoie une lettre d'adieu à sa sœur, en avril 69[1].
- Lucius Salvius Otho Titianus, né vers 19, mort en avril 69.
- Marcus Salvius Otho, né le 28 avril 32, mort le 16 avril 69, empereur romain[2].